# MG F
MG F i MG TF – dwuosobowy, tylnonapędowy roadster produkowany od 1995 roku przez Rover Group, następnie MG Rover Group aż do ogłoszenia upadłości przez to przedsiębiorstwo w 2005 roku. Produkcja modelu została wznowiona w 2007 roku przez należącą do chińskiego SAIC spółkę MG Motor i trwała do 2011 roku.

## MG F (1995–2002)
Pierwsza seria pojazdu, MG F (lub MGF) zadebiutowała w 1995 roku, zastępując produkowany od 1992 roku w niewielkiej liczbie model MG RV8. MG F był pierwszym od lat 60. opracowanym na nowo od podstaw samochodem marki MG (RV8 bazował na dużo wcześniejszym MGB).
W 1999 roku samochód przeszedł delikatny face lifting.
Pojazd oferowany był z silnikami benzynowymi R4 o pojemności 1,8 l i mocy 120 KM lub 145 KM. W 2001 roku w ofercie znalazły się także wersje z silnikami 1,6 l (116 KM) oraz 1,8 l o mocy 160 KM (Trophy 160).
Łącznie w latach 1995-2002 wyprodukowanych zostało 77 212 egzemplarzy samochodu MG F.

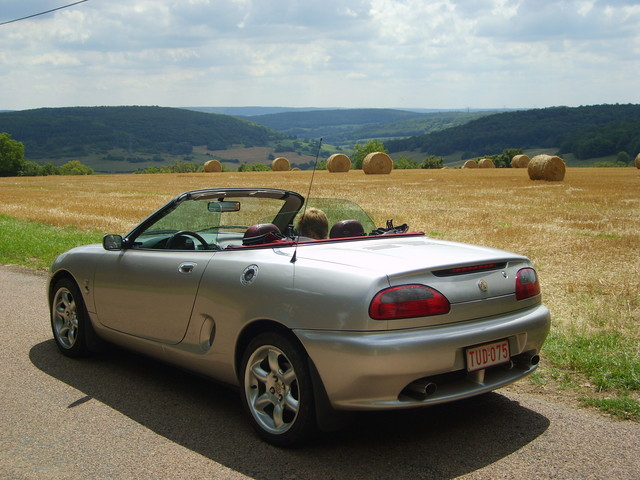
MG F – tył
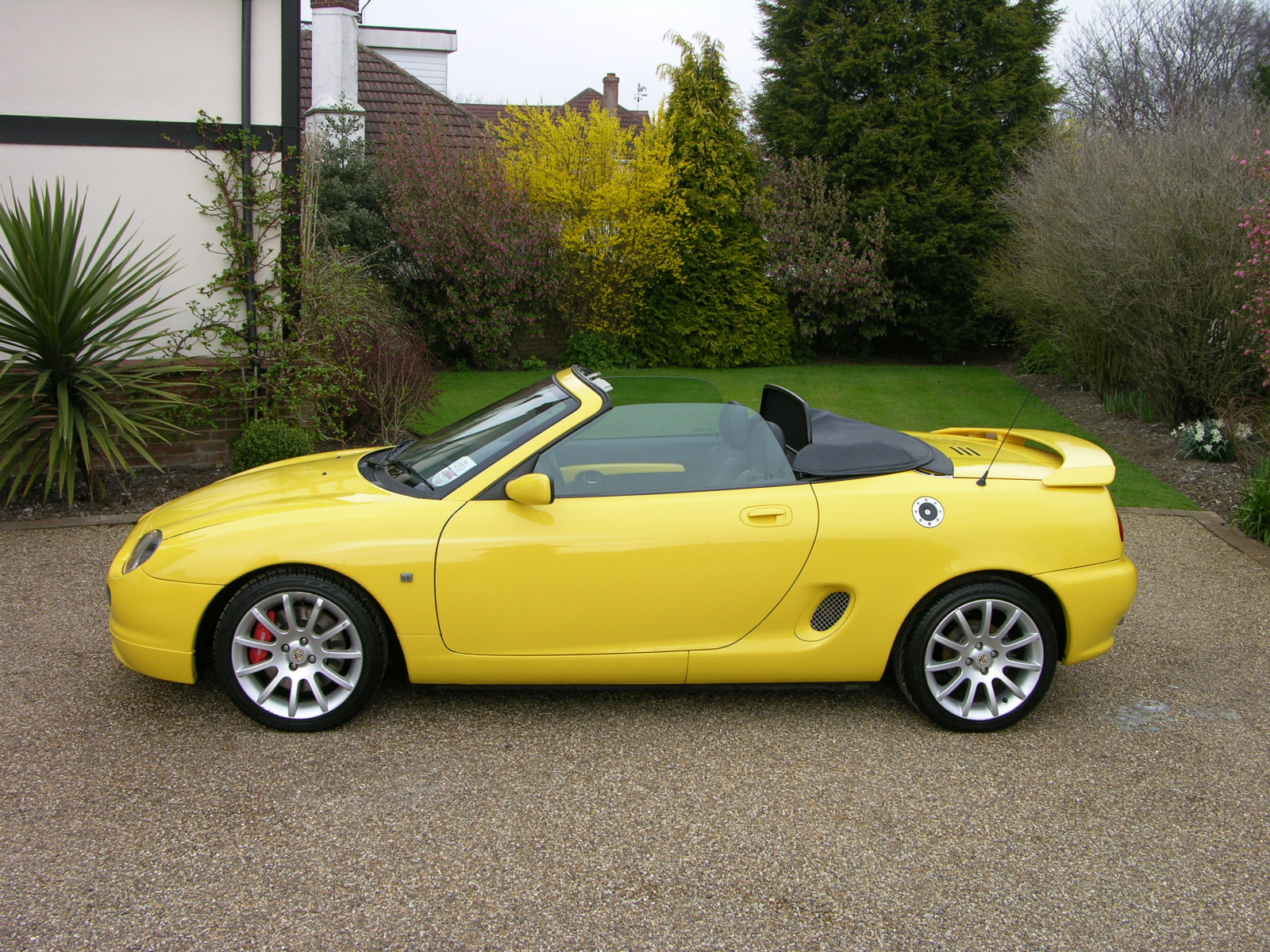
MG F – bok
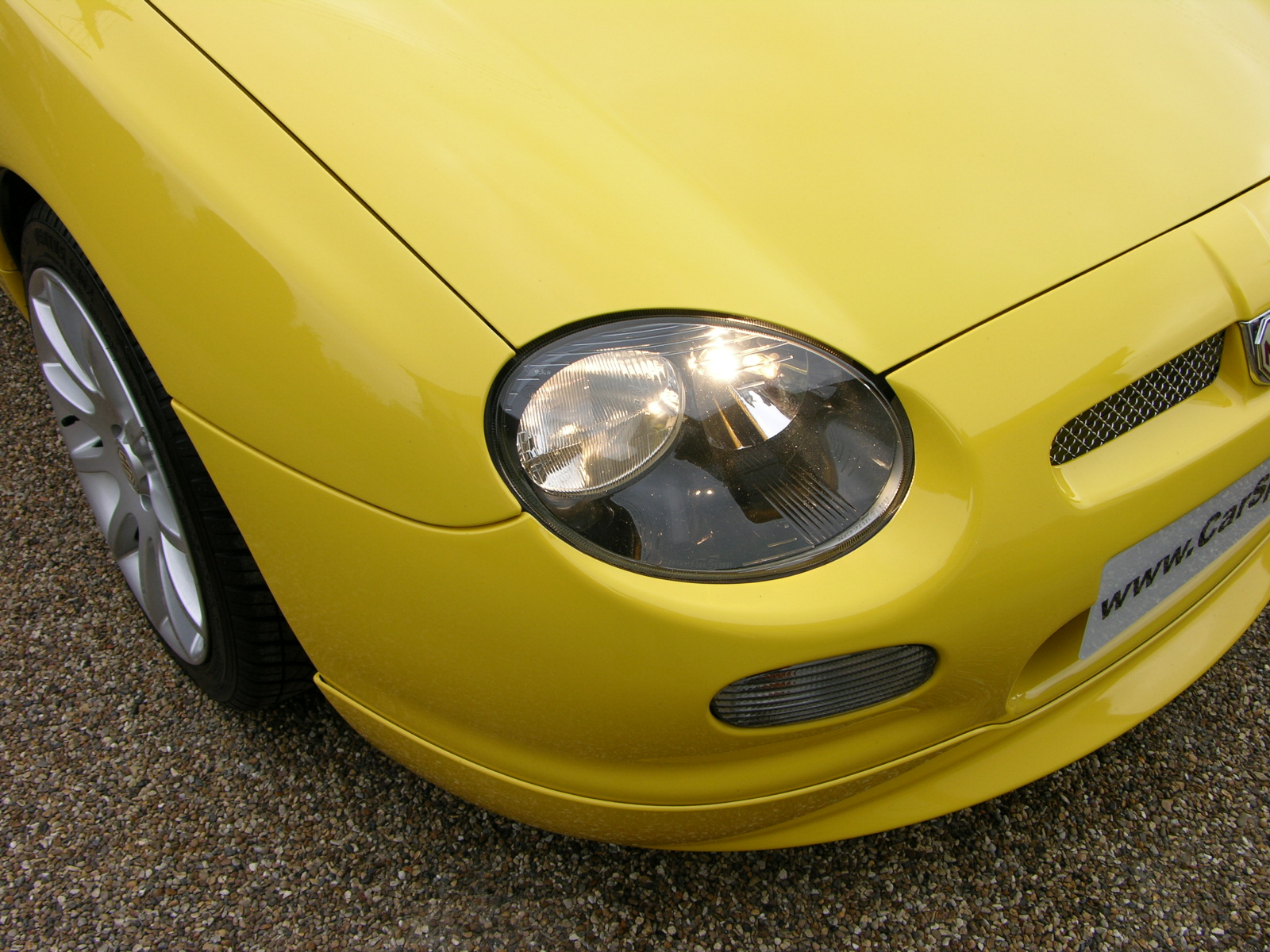
MG F – detal

## MG TF (2002–2011)
W 2002 roku model F poddano face liftingowi oraz gruntownej modernizacji, jednocześnie zmieniając jego nazwę na TF.
Pojazd oferowany był z czterema różnymi silnikami: 1,6 l o mocy 116 KM oraz 1,8 l o mocy 120, 136 lub 160 KM.
Do kwietnia 2005 roku, gdy MG Rover Group ogłosiło upadłość, sprzedanych zostało 41 365 egzemplarzy samochodu.
Po przejęciu marki MG przez chińskie przedsiębiorstwo Nanjing Automobile Group (a następnie SAIC), produkcja modelu TF została wznowiona w 2007 roku. Po czterech latach niskiej sprzedaży produkcję samochodu ostatecznie zakończono. W okresie tym wyprodukowano 906 egzemplarzy.

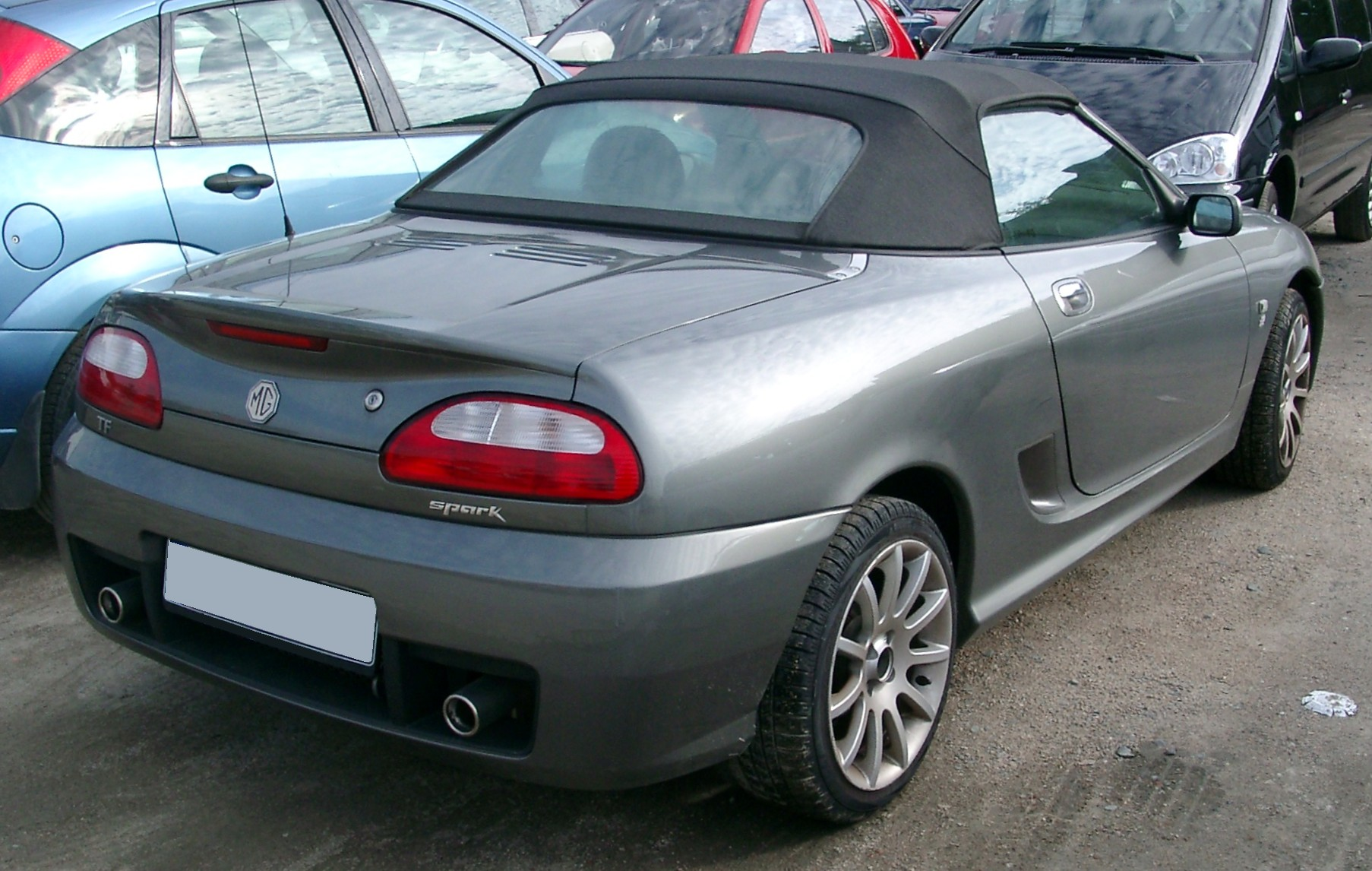
MG TF – tył
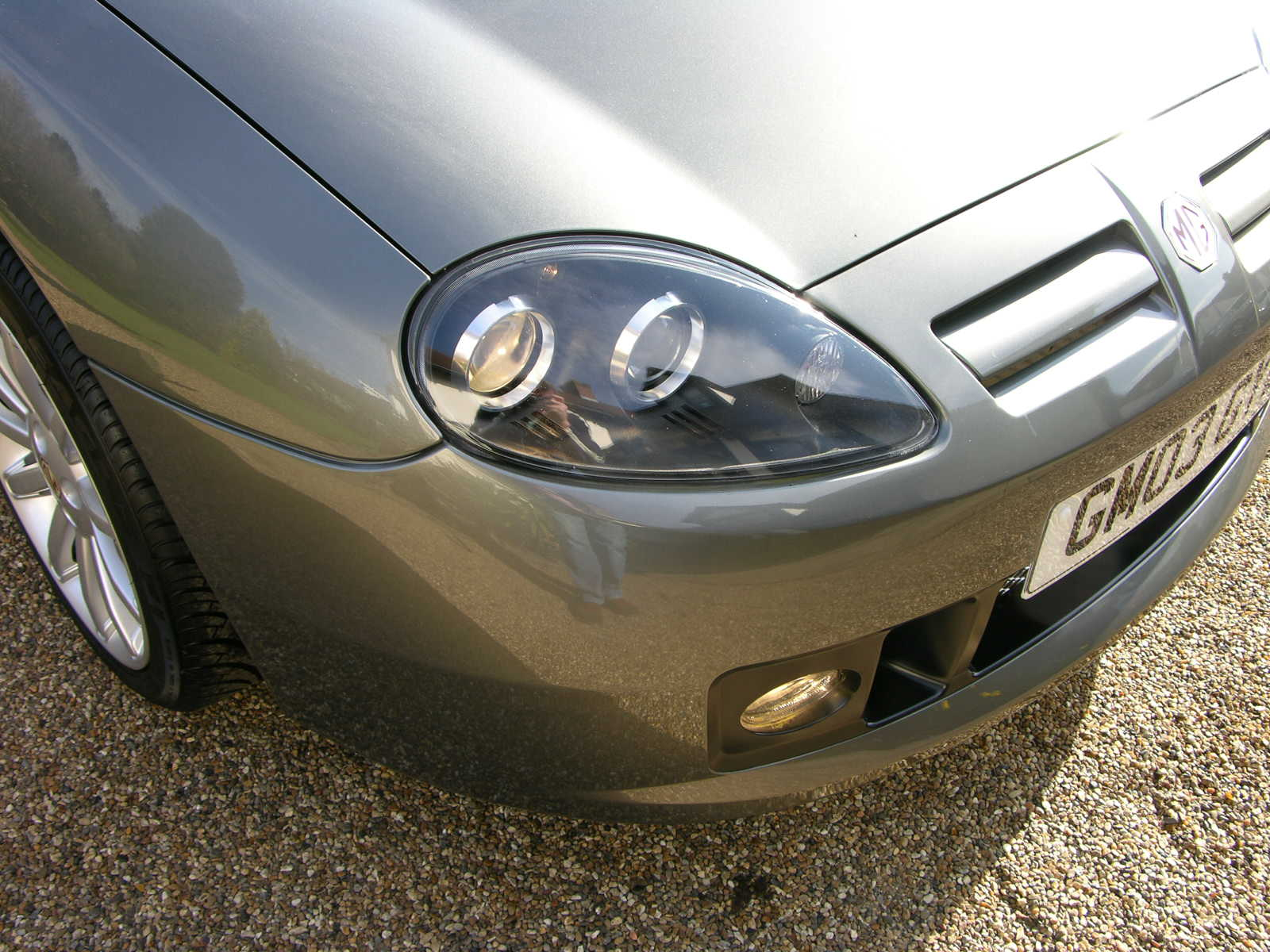
MG TF – detal